# نطاق بث عام

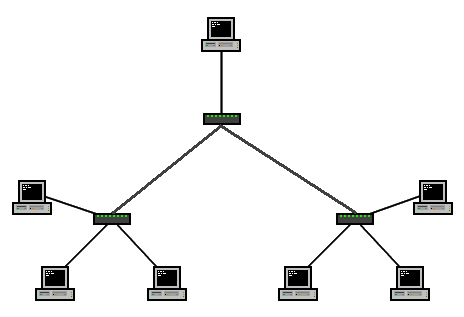

 مجال البث  (بالأنجليزية: Broadcast Domain) وهي مجموعة من الأجهزة المربوطة على الشبكة المحلية لان, بحيث يمكن لاي عقدة البث للمجموعة عن طريق طبقة ربط البيانات من مرجع أو إس آي. يمكن لنظام البث ان يكون على نفس مقطع الشبكة المحلية لان أو ان يوصل لمقاطع أخرى من الشبكة باستخدام ادوات ربط الشبكة.